# مفیستو (کمیک)
مفیستو (به انگلیسی: Mephisto) یک شخصیت تخیلی ابرتبه‌کار در کتاب‌های کامیک منتشر شده توسط مارول کامیکس است. این شخصیت توسط نویسنده استن لی و طراح جان بوشما بر پایه مفیستوفل، شخصیتی اهریمنی در افسانه‌های فاوست خلق شده‌است؛ که برای اولین بار در شمارهٔ ۳ از کمیک موج‌سوار نقره‌ای (دسامبر ۱۹۶۸) معرفی شد. همچنین او فرزندانی همچون سیاه قلب و مفیستا دارد. وی می‌تواند با هر روح انتقامی یک فرد را کنترل می‌کند. وی یک روح انتقام را درست کرد و نیمهٔ بد و خوب‌اش را جدا کرد. نیمه خوب روح سوار و نیمهٔ بد انتقام.

## قدرت ها و توانایی ها
مفیستو یک موجود شیطانی فناناپذیر و بسیار قدرتمند است و با دستکاری نیروهای جادویی، توانایی هایی به دست می آورد. مفیستو از قدرتش استفاده های زیادی می کند، مثل قدرت فراانسانی،تغییر شکل و اندازه، ایجاد توهم ، دستکاری خاطرات و تغییر زمان. به علاوه به شدت در مقابل جراحت مقاوم است. 
این شخصیت از منابع شر در قلمروی انسانی انرژی می گیرد. مثل دیگر شیاطین، با قلمروی خودش ارتباط دارد و در آنجا بسیار قدرتمندتر است.  اگر ساختار جسمانی مفیستو خراب شود، خودش را احیا می کند. 
مفیستو ارواح را جمع می کند ولی نمی‌تواند بدون اجازه قربانی، او را تحت اراده خود درآورد. معمولاً قربانی با نوعی پیمان و معاهده تسلیم می شود. 